# Zymogen
Zymogene (oder Proenzyme) sind inaktive Enzymvorstufen. Beispiele sind Pepsinogen oder Chymotrypsinogen.
Im Gegensatz zu Apoenzymen werden sie durch Proteasen (Proteolyse) oder das Enzym selbst (Autoproteolyse) in die aktive Form überführt. Der Unterschied zu Apoenzymen ist, dass bei dieser posttranslationalen Modifikation kovalente Bindungen unterbrochen werden. Zymogene sind ein Spezialfall eines Präkursor-Proteins.
Zymogene sind bei den Vorgängen der Verdauung wichtig, da das Enzym, wenn es schon während des Transports zum eigentlichen Wirkungsort aktiv wäre, eventuell andere Enzyme oder Strukturproteine des Körpers angreifen könnte.
Ein Beispiel für eine Erkrankung durch vorzeitige Aktivierung von Verdauungsenzymen ist die Pankreatitis (Bauchspeicheldrüsenentzündung), bei der aufgrund einer Verstopfung des Gallenganges, im Bereich der gemeinsamen Mündung, die von der Bauchspeicheldrüse gebildeten Enzyme schon vor dem Verdauungstrakt aktiviert werden, und so die Bauchspeicheldrüse oder das umliegende Gewebe schädigen.
Von besonderer Bedeutung sind Zymogene weiter als Gerinnungsfaktoren, Vorstufen der aktiven Gerinnungsenzyme, die kaskadenförmig in das System der Blutgerinnung eingreifen. Darüber hinaus findet man den Prozess der Zymogenaktivierung in der Immunantwort bei vielen Faktoren des Komplementsystems.